# أرينا زغرب
أرينا زغرب هي صالة متعدة الأستخدامات تقع في مدينة زغرب،كرواتيا.بدأ بناء الصالة في 20 يوليو 2007 وتم الأنتهاء منها في 15 ديسمبر 2008.